# Chloe East
Chloe East (26 de fevereiro de 2001) é uma atriz norte-americana. Ela começou sua carreira como atriz infantil, aparecendo em dois episódios de 2013 de True Blood. Ela estrelou a primeira temporada de Ice (2016–2017) e na série de drama Generation (2021). Ela também apareceu no filme semi-autobiográfico The Fabelmans (2022) de Steven Spielberg, e no filme de terror Heretic (2024).

## Início de vida
East nasceu em 2001 em San Clemente, Califórnia. Ela tem dois irmãos. Ela começou a dançar aos dois anos de idade, e ganhou muitos prêmios como dançarina. East cresceu como mórmon, mas atualmente não é um membro praticante.

## Vida Pessoal
East se casou com Ethan Precourt em outubro de 2021.

## Carreira
East começou a modelar aos 9 anos, e aos 11 ela começou a atuar na série de televisão HBO True Blood. Outros créditos incluem Jessica Darling na adaptação cinematográfica de Jessica Darling’s IT List, e o papel recorrente de Val na série Disney Channel Liv e Maddie. Em 2016, East foi escalada como Willow Pierce na primeira temporada da série de televisão dramática Audience NetworkIce.
Em março de 2017, East foi escalada como Reese, sobrinha de Kevin, na série de televisão dramática ABC Kevin (Probably) Saves the World, que foi ao ar na temporada de televisão 2017-2018. Em meados de 2018, ela foi escalada para o filme de dança Next Level, que foi lançado em 2019. Em 2020, ela apareceu como Jenna no filme The Wolf of Snow Hollow. Em 2021, East foi escalada para o filme de drama de Steven Spielberg The Fabelmans, que foi lançado em 2022. Sua personagem, Monica Sherwood, que se torna a namorada do protagonista Sammy Fabelman (Gabriel LaBelle) durante a segunda metade do filme, foi criada para o filme como uma namorada fictícia do ensino médio para Spielberg, em quem o personagem de Sammy é baseado. No mesmo ano, ela foi escalada para o filme Going Places. Em setembro de 2022, East encerrou as filmagens do filme de comédia familiar Popular Theory.
Em 2024, ela estrelou o filme de terror Heretic ao lado de Hugh Grant e Sophia Thatcher. Ela e Thatcher interpretam missionárias mórmons que entram na casa do personagem de Grant, que as faz questionar sua fé e as aterroriza. Tanto East quanto Thatcher foram criados como mórmons, o que o codiretor do filme Scott Beck citou como trazendo credibilidade aos seus papéis.

## Filmografia

### Filmes
| Ano  | Título                       | Papsl           | Notas        |
| ---- | ---------------------------- | --------------- | ------------ |
| 2019 | Next Level                   | Lucy Rizzo      |              |
| 2020 | The Wolf of Snow Hollow      | Jenna Marshall  |              |
| 2022 | The Fabelmans                | Monica Sherwood |              |
| 2024 | Popular Theory               | Ari Page        |              |
| 2024 | Heretic                      | Sister Paxton   |              |
| 2025 | A Big Bold Beautiful Journey | ASA             | Pós-produção |
| ASA  | At the Sea                   | ASA             | Pós-produção |

### Televisão
| Ano       | Título                           | Papsl                        | Notas                                       |
| --------- | -------------------------------- | ---------------------------- | ------------------------------------------- |
| 2013      | True Blood                       | Garota de Fada de 11 Anos #3 | Episódios: "You're No Good", "At Last"      |
| 2016–2017 | Liv e Maddie                     | Val Wishart                  | Papel recorrente (temporada 4), 8 episódios |
| 2016–2017 | Ice                              | Willow Green                 | Papel principal (temporada 1)               |
| 2017–2018 | Kevin (Probably) Saves the World | Reese Cabrera                | Elenco principal                            |
| 2021      | Generation                       | Naomi                        | 16 episódios; Elenco Principal              |
| 2024      | No Good Deed                     | Emily Morgan                 |                                             |